# Должанка (приток Завадки)
Должанка (укр. Довжанка) — река в Стрыйском районе Львовской области Украины. Левый приток реки Завадка (бассейн Днестра).
Длина реки 14 км, площадь бассейна 39 км². Типично горная река. Долина узкая и глубокая. Русло слабоизвилистое (в низовьях — более извилистое), каменистое, со множеством перекатов и стремнин.
Берёт начало юго-восточнее села Кривое, на северо-восточных склонах хребта Должки (горный хребет в Стрийско-Санской Верховине). Течёт преимущественно на северо-запад, в приустьевой части — на север. Впадает в Завадку в западной части села Завадка.
На реке расположены сёла Кривое, Должки, Задельское, Завадка.